# Kvarntjärnen (Orsa socken, Dalarna)
Kvarntjärnen är en sjö i Orsa kommun i Dalarna och ingår i Dalälvens huvudavrinningsområde. Sjön har en area på 0,102 kvadratkilometer och ligger 525,2 meter över havet. Vid provfiske har abborre och öring fångats i sjön.

## Delavrinningsområde
Kvarntjärnen ingår i det delavrinningsområde (682098-143250) som SMHI kallar för Inloppet i Nedertjärnen. Medelhöjden är 538 meter över havet och ytan är 2,06 kvadratkilometer. Det finns ett avrinningsområde uppströms, och räknas det in blir den ackumulerade arean 7,05 kvadratkilometer. Vattendraget som avvattnar avrinningsområdet har biflödesordning 5, vilket innebär att vattnet flödar genom totalt 5 vattendrag innan det når havet efter 436 kilometer. Avrinningsområdet består mestadels av skog (63 procent) och sankmarker (29 procent). Avrinningsområdet har 0,1 kvadratkilometer vattenytor vilket ger det en sjöprocent på 4,9 procent.